# Rudolf von Maltzahn (Politiker, 1834)
Rudolf Elias Felix Freiherr von Maltzahn, unter Hinzufügung des letzten Gutsnamens auch Rudolf Elias Felix Freiherr von Maltzahn-Marxhagen (* 15. Juli 1834 in Sommersdorf; † 2. Januar 1885 in Marxhagen) war ein deutscher Rittergutsbesitzer in Pommern und Mecklenburg und Mitglied des Reichstags des Deutschen Kaiserreichs.

## Leben
Rudolf von Maltzahn (Nr. 1061 der Geschlechtszählung) entstammte dem so genannten „Haus Sommersdorf“ seiner weit verzweigten Familie. Er wurde als sechstes Kind und jüngster Sohn des Königlich preußischen Oberlandstallmeisters, Landschaftsdirektors und Gutsbesitzers Karl von Maltzahn (1797–1868; #975) und dessen Frau Caroline, geb. von Bilfinger (1799–1855), geboren, besuchte das Vitzthumsche Gymnasium in Dresden und nahm als Rittmeister des preußischen Heeres 1870/1871 am Krieg gegen Frankreich teil. Als Nachfolger des Vaters wurde er zunächst Besitzer des mecklenburgischen Rittergutes Vollrathsruhe mit Kirchgrubenhagen und Hallalit, das er 1876 verkaufte. Seit 1882 war Maltzahn Gutsbesitzer auf Marxhagen sowie Vorstandsmitglied der Zuckerfabrik und Kurator der landwirtschaftlichen Versuchsstation in Dahmen.
Bei der Reichstagswahl 1884 gewann Rudolf von Maltzahn als Kandidat der Deutschkonservativen Partei das Mandat im Reichstagswahlkreis Großherzogtum Mecklenburg-Schwerin 4 (Waren, Malchin) und gehörte dem Reichstag bis zu seinem Tod im Januar 1885 an.
Maltzahn gilt als Stammvater des so genannten „Haus Vollrathsruhe“ seines Geschlechts. Er war seit 1860 verheiratet mit Amalie (Ilma) Almasy von Zsadany und Török-Szent-Miklos (1842–1914), von der er 1874 geschieden wurde. Aus der Ehe gingen drei Söhne hervor.

## Auszeichnungen
- Johanniterorden, Ehrenritter[4] 1865[5]